# Jerry Lewis (politico)
Charles Jeremy Lewis, detto Jerry (Seattle, 21 ottobre 1934 – Redlands, 15 luglio 2021), è stato un politico statunitense, membro della Camera dei Rappresentanti per lo stato della California dal 1979 al 2013.

## Biografia
Nato a Seattle, Lewis studiò all'Università della California, Los Angeles e successivamente fu collaboratore del deputato Jerry Pettis.
Entrato in politica con il Partito Repubblicano, tra il 1969 e il 1978 fu membro dell'Assemblea generale della California e in un'occasione si candidò al Senato della California, senza tuttavia risultare eletto.
Nel 1978 venne eletto alla Camera dei Rappresentanti succedendo alla vedova di Jerry Pettis, Shirley Neil Pettis. Da allora fu riconfermato dagli elettori per altri sedici mandati, fin quando nel 2012 annunciò la propria volontà di non ricandidarsi per un ulteriore mandato e lasciando così il Congresso dopo trentaquattro anni di permanenza.
Per quattro volte fu inserito nella lista dei politici più corrotti di Washington, a cura dell'organizzazione Citizens for Responsibility and Ethics in Washington.